# Jiří Pokorný (cyclisme)
Jiří Pokorný (né le 14 octobre 1956 à Brno) est un coureur cycliste tchécoslovaque. Il a notamment été médaillé de bronze de la poursuite par équipes aux Jeux olympiques de 1980, à Moscou, et aux championnats du monde de 1981, dans sa ville natale, Brno.

## Palmarès
- 1976
  - 5e de la poursuite par équipes aux Jeux olympiques de Montréal
- 1980
  -  Médaillé de bronze de la poursuite par équipes aux Jeux olympiques de Moscou (avec Teodor Černý, Martin Penc et Igor Sláma)
- 1981
  -  Médaillé de bronze de la poursuite par équipes amateurs (avec Martin Penc, Aleš Trčka et František Raboň)